# Японська окупація Бірми
Японська окупація Бірми (англ. Japanese occupation of Burma) — період в історії Бірми з 1942 до 1945 року, коли під час Другої світової війни Бірма перебувала під окупацією Японської імперії.
Попередньо японці допомогли з формуванням Національної армії Бірми та вишколили «Тридцять товаришів», які стали засновниками сучасних збройних сил країни. Бірма надіялася дістати підтримку японців у справі вигнання британців, щоб тим самим здобути незалежність.
1942 року Японія вдерлася в Бірму і 1 серпня 1943 року номінально оголосила колонію незалежною під назвою Держава Бірма. Встановлено маріонетковий уряд, який очолив Ба Мо. Проте чимало бірманців засумнівалися у щирості наміру японців надати їм справжню незалежність.
У серпні 1944 року батько майбутньої лідерки опозиції і державної радниці Аун Сан Су Чжі Аун Сан та інші ватажки націоналістів утворили антифашистську організацію, яка попрохала Сполучене Королівство сформувати коаліцію з іншими союзниками Другої світової війни проти японців. До квітня 1945 року союзники вигнали японців. Згодом між бірманцями та британцями почалися переговори про незалежність. Під японською окупацією померло від 170 000 до 250 000 цивільних осіб.

## Передісторія
Деякі бірманські націоналістичні кола вбачали в початку Другої світової війни можливість добитися поступок від британців в обмін на підтримку у військових діях. Інші, як-от рух такінів, виступали проти участі Бірми у війні за будь-яких обставин. У серпні 1939 року діяч цього руху Аун Сан разом з іншими соратниками заснував Комуністичну партію Бірми. Аун Сан став також співзасновником Народної революційної партії, перейменованої після Другої світової війни в Соціалістичну партію. Він також допоміг заснувати Блок свободи шляхом створення союзу такінів, політично активних ченців і Партії бідної людини Ба Мо.
Після того, як такіни закликали до всенародного повстання, щодо багатьох ватажків організації включно з Аун Саном було видано ордери на арешт. Відтак Аун Сан утік у Китай із наміром зв'язатися з китайськими комуністами, але його викрили органи японської влади, які запропонували йому підтримку шляхом створення підрозділу секретної розвідки під назвою «Мінамі Кікан», яку очолив полковник Кейдзі Судзукі, з метою перекрити Бірманську дорогу та підтримати всенародне повстання.
Аун Сан невдовзі повернувся у Бірму, де загітував 29 юнаків, які поїхали з ним у Японію, щоб пройти військовий вишкіл у Хайнані (Китай), де вони стали відомими як «тридцять товаришів». Коли японці у грудні 1941 р. захопили Бангкок, Аун Сан в очікуванні японського вторгнення в Бірму в 1942 році оголосив про створення «армії незалежності Бірми».
Для військового керівництва Японії завоювання Бірми було важливою стратегічною метою в умовах розпочатих бойових дій проти Великої Британії та Сполучених Штатів. Окупація Бірми перервала б життєво необхідний шлях постачання (Бірманську дорогу) з Китаю. Крім того, японці знали, що каучук — це один із небагатьох конче потрібних для війська ресурсів, яким не володіли в достатній мірі Сполучені Штати. Для Японії було вкрай важливо, щоб союзникам по антигітлерівській коаліції було відмовлено у доступі до поставок каучуку з Південно-Східної Азії, навіть якби вони коли-небудь пристали на мирні умови, вигідні Японії.

## Окупація

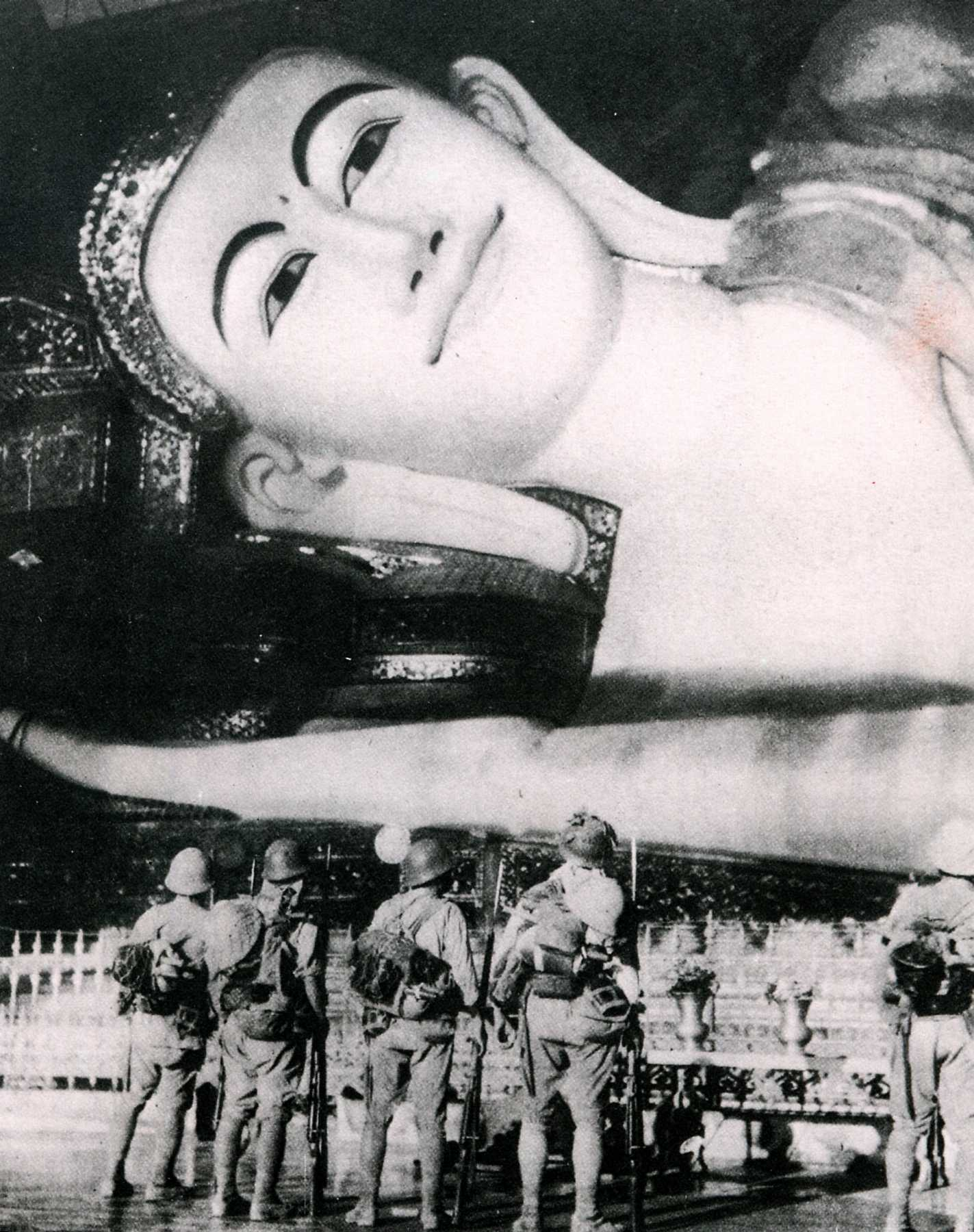
Японські військовики біля Шветальяун-Будди (1942).

Навесні 1942 р. «армія незалежності Бірми» сформувала в деяких районах країни тимчасові органи влади, але серед японського керівництва у погляді на майбутнє Бірми виникли розбіжності. Поки полковник Судзукі закликав «тридцять товаришів» утворити тимчасовий уряд, японське військове керівництво так офіційно і не прийняло цей план. Кінець кінцем, японська армія звернулася до Ба Мо, щоб той сформував уряд.
Протягом війни в 1942 р. Армія незалежності Бірми зростала неконтрольовано, а в багатьох районах до її лав потрапляли чиновники і навіть злочинці. Її було реорганізовано в Армію оборони Бірми під японським командуванням, але на чолі її все ще стояв Аун Сан. На відміну від Армії незалежності Бірми, яка була нерегулярною військовою силою, Армія оборони Бірми поповнювалася новобранцями, яких готували японські інструктори на постійній основі.
Згодом Ба Мо був проголошений головою держави і Аун Сан зайняв у його кабінеті міністрів посаду воєнного міністра, а ватажок комуністів Такін Тан Тун став міністром земель і сільського господарства. Коли в 1943 році японці теоретично оголосили Бірму незалежною, Армію оборони Бірми було перейменовано на Національну армію Бірми.

Прапор Держави Бірма, що використовувався в 1943-45 рр.

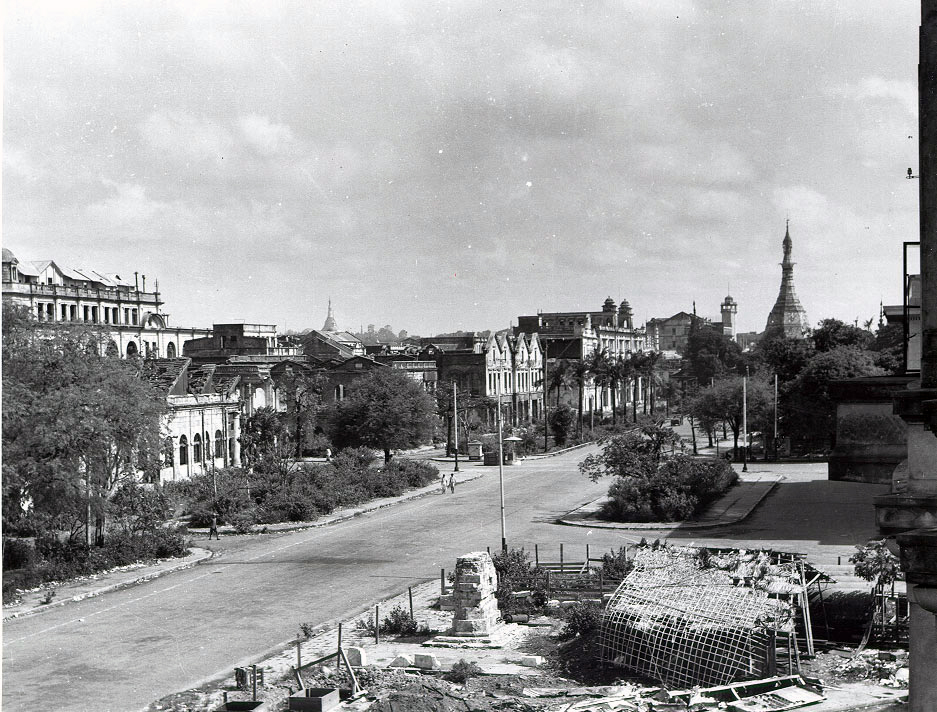
Руїни Рангуна після закінчення Другої світової війни.

Незабаром стало очевидним, що японські обіцянки незалежності були простою фікцією і що Ба Мо обдурили. Коли удача у війні відвернулася від японців, ті оголосили Бірму 1 серпня 1943 року повністю суверенною державою, але це був тільки вивіска. Розчарувавшись, Аун Сан розпочав переговори з керівниками комуністів Такіном Тан Туном і Такіном Сое, а також ватажками соціалістів Ба Све і Кьяв Ньєйн, що привело до утворення в серпні 1944 року на таємній нараді в Пегу Антифашистської організації, яку пізніше було перейменовано на Антифашистську народну лігу свободи, що відверто виступила проти японського фашизму, пропонуючи справедливіший і більш рівноправний суспільний порядок.
Такін Тан Тун і Такін Сое, ще перебуваючи у в'язниці Інсейн у липні 1941 р., стали співавторами «Інсейнського маніфесту», який, усупереч панівній думку в русі такінів, визначив світовий фашизм головним ворогом у невідворотній війні та закликав до тимчасового співробітництва з британцями в широкій коаліції союзників, яка повинна включати і Радянський Союз. Соу пішов у підпілля з метою організувати опір японській окупації, а Тан Тун спромігся передати йому японські розвіддані, тоді як інші комуністичні вожді Такін Теїн Пе і Тін Шве зв'язалися із колоніальним урядом у вигнанні, що осів у Шімлі (Індія).
7 липня 1945 року японські солдати 3-го батальйону 215-го полку та співробітники військової поліції з міста Моулмейн Імперської японської армії увійшли в село Калагон, де оточили всіх його мешканців, щоб їх допитати. Потім ці солдати за наказом начальника штабу 33-ї армії генерал-майора Сеї Ямамото знищили орієнтовно 600 бірманських селян. 

## Кінець окупації

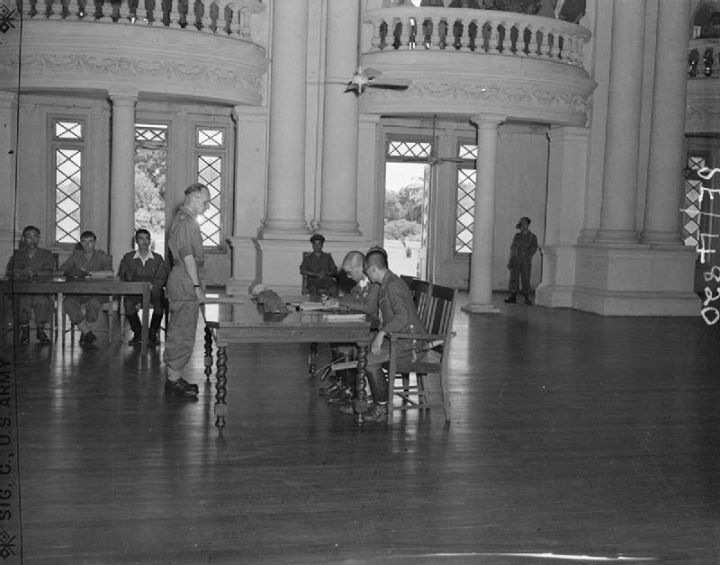
Генерал Ічида Дзіро офіційно здається бригадному генералові Армстронгу в урядовому будинку в Рангуні.

У 1944 і 1945 роках через британську Force 136 відбувалися неофіційні контакти між Антифашистською організацією та західними союзниками. 27 березня 1945 Національна армія Бірми підняла загальнонаціональне повстання проти японців. Відтоді 27 березня відзначалося як День опору, доки військовики не перейменували його на День збройних сил. Аун Сан та інші почали перемовини з Луїсом Маунтбеттеном і офіційно приєдналися до Антигітлерівської коаліції як Патріотичні бірманські сили. На першій зустрічі Антифашистська організація представила себе британцям як тимчасовий уряд Бірми з Такіном Сое на чолі, а Аун Саном як членом його президії.
До травня 1945 року японців було вигнано з більшості території Бірми. Потім почалися переговори з британцями щодо роззброєння Антифашистської організації та участі її військ у післявоєнній армії Бірми. Деякі ветерани сформували напіввійськове утворення під орудою Аун Сана, яке називалося «народна волонтерська організація» і відкрито проводили навчання в одностроях. Поглинання Патріотичних бірманських сил успішно завершилося на конференції у місті Канді на Цейлоні у вересні 1945 року.